# Tanja-Grotter-Reihe

Logo der Tanja-Grotter-Reihe (russisch)

Tanja Grotter (russisch Таня Гроттер) ist die weibliche Hauptperson einer russischen Romanserie von Dmitri Jemez (Дмитрий Емец). Jemez beschreibt seine Bücher als „kulturelle Antwort“ auf die Harry-Potter-Reihe von Joanne K. Rowling.

## Romane
Bisher erschienene Romane:
1. Таня Гроттер и магический контрабас (Tanja Grotter und der Magische Kontrabass)
2. Таня Гроттер и Исчезающий Этаж (Tanja Grotter und das verschwindende Stockwerk)
3. Таня Гроттер и Золотая Пиявка (Tanja Grotter und der Goldene Blutegel)
4. Таня Гроттер и трон Древнира (Tanja Grotter und der Thron des Drevnir)
5. Таня Гроттер и посох волхвов (Tanja Grotter und das Zepter der Magier)
6. Таня Гроттер и молот Перуна (Tanja Grotter und der Hammer des Perun)
7. Таня Гроттер и пенсне Ноя (Tanja Grotter und der Zwicker des Noah)
8. Таня Гроттер и ботинки кентавра (Tanja Grotter und die Stiefel des Kentauren)
9. Таня Гроттер и колодец Посейдона (Tanja Grotter und der Brunnen des Poseidon)
10. Таня Гроттер и локон Афродиты (Tanja Grotter und die Strähne der Aphrodite)
11. Таня Гроттер и перстень с жемчужиной (Tanja Grotter und der Ring mit der Perle)
12. Таня Гроттер и проклятие некромага (Tanja Grotter und der Fluch des Nekromagiers)
13. Таня Гроттер и болтливый сфинкс (Tanya Grotter und die geschwätzige Sphinx)
14. Таня Гроттер и птица титанов (Tanya Grotter und der Titanenvogel)

## Rechtsstreit
Eine niederländische Übersetzung von Tanja Grotter und der Magische Kontrabass wurde 2003 gerichtlich verboten, nachdem die Autorin Rowling auf Urheberrechtsverletzung geklagt hatte. Versuche des russischen Verlages und Jemez, die Werke als erlaubte Parodie zu bestimmen, schlugen fehl.
Das niederländische Gericht stellte folgende Ähnlichkeiten zwischen den Figuren Harry Potter und Tanja Grotter fest:
| Harry Potter | Tanja Grotter |
| --- | --- |
| Harrys Eltern werden von einem bösen Zauberer – Voldemort – getötet                                                   | Tanjas Eltern werden von einer bösen Zauberin – Chuma-del-Tort – getötet                                                |
| Er glaubt, sie wurden bei einem Autounfall getötet                                                                    | Sie glaubt, sie wurden bei einem Lawinenunglück getötet                                                                 |
| Er hat eine mysteriöse Narbe auf seiner Stirn                                                                         | Sie hat eine mysteriöse Narbe auf der Nase                                                                              |
| Er wird auf der Türschwelle seiner Tante Petunia abgelegt                                                             | Sie wird auf der Türschwelle ihrer Cousine abgelegt                                                                     |
| Diese behandeln ihn schlecht, während sie ihren Sohn verziehen                                                        | Diese behandeln sie schlecht, während sie ihre Tochter verziehen                                                        |
| Als er elf ist und keine Ahnung von seinen Fähigkeiten hat, wird er auf eine Schule für Zauberer und Hexen eingeladen | Als sie zehn ist und keine Ahnung von ihren Fähigkeiten hat, wird sie auf eine Schule für Zauberer und Hexen eingeladen |
| Die Zauberschule Hogwarts kann nur von einem verborgenen Bahngleis aus erreicht werden.                               | Die Zauberschule Tibidox kann nur durch Flug oder Teleportation erreicht werden.                                        |
| Er schließt Freundschaft zu zwei speziellen Freunden.                                                                 | Sie schließt Freundschaft zu zwei speziellen Freunden.                                                                  |
| Er wird zu einem herausragenden Spieler von Quidditch, wo man auf einem Besen reitet.                                 | Sie wird zu einer herausragenden Spielerin von Drachenball, wo man auf einem Kontrabass reitet.                         |
| Voldemort sucht den Stein der Weisen, der in Hogwarts versteckt ist                                                   | Chuma-Del-Tort sucht ein Amulett                                                                                        |
| Der Höhepunkt der Geschichte findet in den Katakomben der Schule statt                                                | Der Höhepunkt der Geschichte findet im Keller der Schule statt                                                          |
| Harry und seine Freunde kämpfen gegen den dunklen Lord, der den Körper eines anderen benutzt                          | Tanja und ihre Freunde kämpfen gegen Chuma-del-Tort                                                                     |
| Sie siegen, aber der Stein der Weisen wird absichtlich zerstört                                                       | Sie siegen, aber das Amulett verschwindet                                                                               |
| Harrys erstes Schuljahr endet                                                                                         | Tanjas erstes Semester endet                                                                                            |

## Wissenswertes
Im Jahre 2002 wurde durch Tanja Grotters großen Erfolg eine zweite Harry Potter nachahmende Romanreihe gestartet: Porri Gatter.